# دفن فضائي

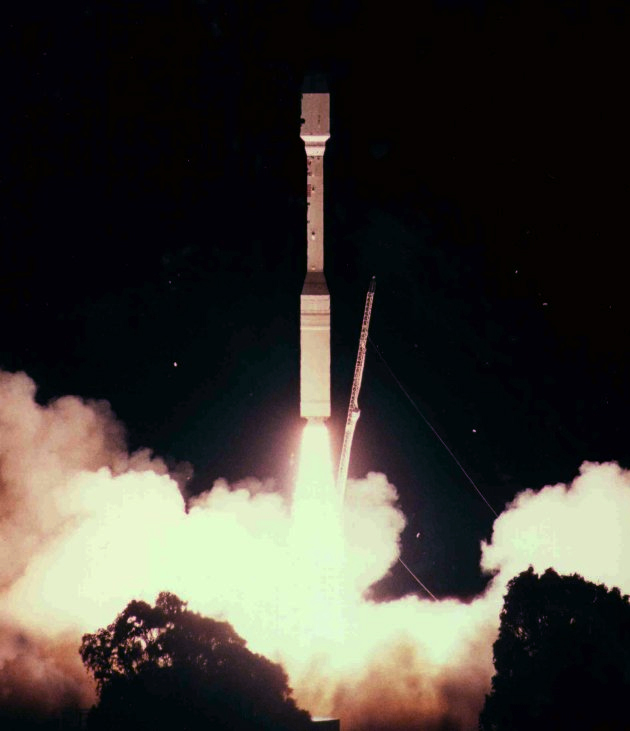

الدفن الفضائي أو الجنازة الفضائية، عبارة تطلق على عمليات دفن بقايا أو إرسال رماد لجثث أشخاص إلى الفضاء الخارجي عن طريق وضع عينة داخل كبسولة صغيرة (بحجم أحمر شفاه) وإطلاقها بصاروخ إلى الفضاء.
وفقا لإحصائيات 2004 فقد تم دفن عينات لحوالى 150 شخص في الفضاء الخارجي.

## أشخاص تم دفنهم فضائيا
هنا قائمة ببعض أشخاص أرسلت عينات لبقاياهم إلى الفضاء الخارجي:

### عام 1997
- جيني رودنبيري - Gene Roddenberry
- غيرارد أونييل - Gerard O'Neill
- كرافت إيريك - Krafft Ehricke
- تيموثي ميري - Timothy Leary

### عام 1999
- إيوجين شوميكر Dr. Eugene Shoemaker
- تشارلز أورين بينيت - Charles Oren Bennett

## عام 2006
- كلايد تومبو - Clyde Tombaugh

## عام 2007
- جيمس دوهان - James Doohan
- ليروي غوردون - Leroy Gordon